# Geōrgios Kōletīs
Geōrgios Kōletīs (in greco Γεώργιος Κολέτης?; fl. XIX secolo) è stato un pistard greco, medaglia d'argento ai Giochi della I Olimpiade nella 100 chilometri su pista.

## Carriera
Partecipò alle gare di ciclismo delle prime Olimpiadi moderne che si svolsero ad Atene nel 1896, nella 10 kilometri su pista, ritirandosi, e nella 100 kilometri, vincendo la medaglia d'argento dietro a Léon Flameng.

## Piazzamenti

### Competizioni mondiali
- Giochi olimpici

Atene 1896 - 10.000 metri: ritirato
Atene 1896 - 100 km: 2º